# Anna Charczewska
Anna Charczewska z Krasickich (ur. 1762 w Dubiecku, zm. 1806 w Węgrowie) – polska amatorka ilustratorka, rysowniczka i rytowniczka.

## Życiorys
Anna Charczewska była córką Antoniego Krasickiego i Róży z Charczewskich, bratanicą Ignacego Krasickiego. Większość swojego życia spędziła na Podkarpaciu i na Warmii w Lidzbarku (od początku listopada 1787 roku do lata 1790). W latach 1794–1795 Anna Charczewska przebywała we Włoszech.

## Twórczość artystyczna
Prawdopodobnie nauki rysunku pobierała w szkole Jana Piotra Norblina, a w zakresie rytownictwa czerpała ze wskazówek Karola Grölla.

Pierwszą znaną jej praca był rysunek Ifigenia w Aulidzie (Enlevement d’Iphigenie) przesłany w listopadzie 1788 roku do króla Stanisława Augusta. Zachował się list z podziękowaniami przesłany przez króla do Anny Charczewskiej z 9 września 1788 roku: 

Mościa Pani z Krasickich Charczowska!
Odbierając rysunek WPani naraz z listem Jej de d. 3 septembris nie mogłem się wzbronić od tej myśli, że są takie familje, które zdają się pokrzywdzać inszych familij przynajmniej kilka, zabierając dla siebie tak znaczny udział dowcipu i talentów, który koniecznie musiał zubożyć schedę wielu inszych.
List WPani znać, że pisała synowicą księcia biskupa warmińskiego. Patrząc zaś na śliczny Jej dessein właśnie radować się trzeba, że łanią, a nie tak piękną Ifigenją przebił brodaty, łysy i stary Kalchas.
Przyjmij WPani uprzejme podziękowanie Moje wraz ze szczerym wyrazem żądania Mego, abym mógł widzieć tu obecnie WPanią wraz z godnym i zawsze kochanym odemnie Jej stryjaszkiem

Rysunek stanowił wzór dla artystów z pracowni Bacciarellego, nadwornego malarza króla.
Do najważniejszych jej prac zalicza się sześć rysunków bistrem do Monachomachii Ignacego Krasickiego wykonanych w Lidzbarku w okresie od listopada 1788 do sierpnia 1790. Prace te zostały wszyte przez samego autora do autografu Monachomachii; repliki tychże rysunków wykonane również przez artystkę zostały przekazane królowi w sierpniu 1790 roku a te z kolei do graficznych zbiorów królewskich (rysunki ołówkiem lawowane w tle tuszem, o wymiarach 13 X 8 7 cm). Kopie tychże rysunków znajdowały się również w kapitule we Fromborku.
Według rysunków Anny Charczewskiej wykonanych z portretów znajdujących się w kościołach i klasztorach galicyjskich wykonano portrety dla galerii lidzbarskiej w nowej siedzibie biskupiej w Lidzbarku, gdzie urzędował jej wuj Ignacy Krasicki. Jest autorką dwóch autoportretów, które znajdowały się w Dubiecku oraz w Bibliotece Baworowskich we Lwowie. Po podróży do Włoch wykonała sztychy włoskie.
Obecnie jej prace znajdują się w Gabinecie Sztuki Lwowskiej: typy kobiece zebrane na Kaszubach i w Niemczech, popiersia piórkiem zebrane na jednej karcie 20 X 15 cm: Portret ks. Marcina Krasickiego (owal; nr. 124), Portret Stanisława Poniatowskiego(20 X 15’5 cm; podpis ręką Ignacego Krasickiego ; nr. 125). Jest ponadto autorką rycin: Dubiecko z drogi do Węgier (18 × 12 cm), Brzegi Gariliano, dawniej Liris (18.5 × 12 cm), Jezioro Perugii, dawne Trasimen (17,5 × 11,5 cm), Pietra Mala z drogi do Florencji (18,5 × 12 cm), Kaszubka (7 X 9 cm).
Bacciarelli wykonał portret Anny Charczewskiej. Znajdował się on w Lulkowie pow. Mogielnica w zbiorach córki Leokadii Łusakowskiej (obraz został spalony).
Na życzenie Anny Charczewskiej, która przebywała wówczas w Dubiecku, siedzibie Krasickich, przeznaczony był dedykowany jej Diariusz heilsberski (Diariusz z Heilsberga), spisany w latach 1790–1792 przez bibliotekarza i archiwistę nadwornego, ks. Michała Foxa

## Życie prywatne
Mężem Anny Charczewskiej był Michał Charczewski; mieli córkę Urszulę dla której Ignacy Kraszewski ułożył wiersz pt. Do Urszuli Charczewskiej, swojej wnuki, a córki Anny z Krasickich Charczewskiej wzorowany na trenie Jana Kochanowskiego pt. Do Urszulki